# І в Аркадії я-2 (Пікар)
І в Аркадії я-2 (Et in Arcadia Ego-2) — десята і заключна серія першого сезону американського телевізійного серіалу «Зоряний шлях: Пікар». Сценарій епізоду написали Майкл Шебон, режисування Аківи Голдсман. Перший показ відбувся 26 березня 2020 року.

## Зміст
Утікаючий Нарек вбігає в залишки Куба боргів — і бачить там ексборгів в товаристві Елнора і Сьомої. Його знаходить Нарісса.
Жану-Люку на палець сідає синтетичний метелик; його відвідує Соджі і намагається переконати в своїй правоті.
Нарек у сховку Нарісси бере вибухові пристрої і збирається продовжити свою справу.
Раффі переконує Кріса для ремонту корабля використати пристрій Саги. І силою уяви пристрій починає ремонтувати корабель.
Докторка переконує себе не допомагати синтетам. Джураті неохоче вириває непошкоджене око Саги, щоб вона могла отримати доступ до зачиненої кімнати Пікара.
Нарек переконує Раффі, Ріоса та Елнора допомогти йому знищити маяк синтетів. На ромуланця нападає Елнор з мечем — команді вдається відстрочити смерть Нарека. Нарек оповідає з допомогою Елнора легенду про Ган-Мадан. Нарек переконаний — це не пророцтво чи легенда — а історія. Флот ромуланців наближається до планети синтетів.
Команда входить до міста синтетів — ніби вони полонили Нарека. Кріс заховує вибухівку у м'ячі. Джураті звільняє Пікара, і вони втікають до «Ла-Серени», на яку Жан-Люк летить, щоб протистояти ромуланцям і зупинити їх.
Сун дізнається, що Сутра працювала з Нареком (щоб переконати інших синтетів погодитися з її планом), і він виводить її з ладу. Соджі перешкоджає спробі знищити маяк та активує його. Пікар починає піддаватися своїй хворобі, але Джураті продовжує йому життя на достатньо довго, щоб він міг відвернути увагу ромуланців, поки армада Зоряного Флоту не прибуде на підтримку на чолі з Райкером. Це дає Соджі вибір самостійно вимкнути маяк, що вона й робить, і ромуланці відступають.
Нарісса б'є по «Ла-Серені» обороною Артефакту, але її зупиняє та збиває Сьома-з-Дев'яти — не використовуючи фазер Коли Сьома збиває Наріссу в довжелезний тунель, вона проголошує: «Це за Г'ю!»
Доки флот ромуланців б'ється з Орхідеями, Пікар і науковиця вирішують осучаснити «Маневр Пікара». Джураті пропонує використати маневр Пікара, але Жан-Люк пояснює, що він буде марним проти такої кількості кораблів. Однак суть «Маневру Пікара», яка полягає в використанні мікрострибка деформації для створення залишкового зображення як приманки, надихає їх на обман «атаки клонів». Ромуланці нейтралізують орбітальний захист і готуються до зачистки планети. Пікару з допомогою омани вдається стримати на миті ромуланців. Жану-Люку вдається переконати Соджі вимкнути маяк, ризикуючи своїм життям, щоб врятувати Коппеліус. Під час космічної битви Пікар, що вмирає, просить Джураті ввести йому синтетичну речовину, щоб підтримувати його. Це має побічний ефект — прискорення його смерті, але він все одно приймає це як неминуче.
З Коппеліуса йде виклик вищому синтетичному життю.
Зоряний флот з'являється у великій силі — не просто ескадра зоряних кораблів, як заявляла адміралка Кленсі, а ціла армада найкращих зоряних кораблів Флоту, щоб битися з армадою Ромула. Ромуланці проморгали атаку. Позагалактичні синтети мають намір знищити все біологічне життя в Чумацькому Шляху, і з міжвимірного порталу з'являються роботизовані щупальця, але Соджі ламає консоль маяка, перш ніж вони повністю увійдуть у наш простір.
Федерація оголосила протекторат Коппеліуса, генерал Недар наказує флоту повернутися в ромуланський простір, а не стріляти по армаді Зоряного флоту. Розкривається роль «Жат Ваш» у знищенні Марса, і Федерація скасовує заборону на синтетичне життя. Недар втікає з ромуланським флотом, і хоча її особистість «Комодор О» повністю розкрита, і вона більше не може впливати на політику Зоряного флоту, вона все ще вільна виконувати плани «Жат Ваш». Найгірше те, що Вища Синтетика все ще існує, Пікар помирає на поверхні Коппеліуса. Синтетичний метелик пурхає навколо Ріоса, Сьомої, Раффі та Елнора, коли вони реагують на смерть Пікара.
Джураті та Сунг переносять його свідомість у пристрій, якого побудував Алтан Сунг, що містить копію Меддокса свідомості Дейти. Що дає йому шанс попрощатися зі свідомістю Дейти в квантовій симуляції, якому дозволено померти незабаром після цього. Пікар прощається з Дейтою перед тим, як прокинутися в синтетичному тілі «голема». Коли свідомість Дейти вмирає, він одягає курточку, яку носив у античасовому «майбутньому». Поки свідомість Пікара чекає на перенесення, а потім відродження всередині андроїда-голема, віртуальний метелик з'являється в руці Дейти, і він «відлітає», та пояснює, чому хоче, щоб його життя було скінченним.
Після того, як Федерація знімає заборону на синтетів, Пікар і Соджі вирушають на «Ла-Серені» з Ріосом, Раффі, Джураті, Елнором і Сьомою-з-Дев'яти.

## Створення
Музичну тему до серіалу написав Джефф Руссо

## Сприйняття та відгуки
На сайті «Rotten Tomatoes» епізод отримав 56 % підтримки на основі відгуків 18 критиків. В резюме зазначено: «Незважаючи на те, що деякі теми завершуються поспішними та нерівними нотами, друга половина „Et in Arcadia Ego“ досить успішно завершує теми та центральні сюжнтні лінії персонажів першого сезону Пікара».
В огляді «StarTrek.com» зазначалося: «Після завершення першого сезону є багато запитань, на які ми ще маємо відповісти: що станеться з усіма улюбленими асасинами—ромуланцями, Ларісом і Жабаном? Чи синтетичне життя, яке, ймовірно, надто старе, щоб насправді було Контролем, усе ще шукатиме Соджі та її братів і сестер-андроїдів тепер, коли воно знає, що вони існують? Що вони будуть робити з Нареком? Чи стане Жан-Люк захищати колишнього Борга, як просив Г'ю? Чи зможуть вони побудувати інше тіло для Алтона Сунга? Де доктор Крашер? Це був неймовірно захоплюючий перший сезон, і я вже не можу дочекатися, поки ми отримаємо більше щодо цієї знайденої сім'ї.»
«Den of Geek»: «Протягом довгого і свіжого подиху цього епізоду була думка, що Пікар справді вбив головного героя і продовжив би без нього запланований другий сезон. Не було впевненосиі, як це виглядатиме, але була готовність піти шляхом із цим шоу. Перенесення свідомості Пікара в тіло й мозок синтетика відкриває для цього світу яму з хробаками, яку я не впевнений, чи цікаво досліджувати. Але не варто відмовитися від цього персонажа, навіть якщо його тривале життя лише трохи послабить наративну тканину цього світу.»
«Tor.com»: «Драматург Антон Чехов вважав, що в оповіданнях не повинно бути сторонніх деталей. Про це неодноразово писав він у листах, варіаціях на тему, що — якщо у вашому оповіданні на стіні висить пістолет, то до кінця оповідання він повинен вистрілити, або його не повинно бути на стіні в оповіді. У цьому сезоні „Зоряного шляху: Пікар“ повісили на стіну чимало рушниць. І хоча друга частина фіналу сезону стріляє з більшості з них, проте не з усіх. А деякі з них дають серйозну осічку. Єдине, що беззаперечно правильно, та навіть ідеально, це те, що врешті-решт Жан-Люк рятує ситуацію, виступивши зі своєю великою промовою. Це особливо досконало, тому що тенденція Пікара була висміяна багато разів у попередніх епізодах…»
«TV Tropes» здійснює детальний розбір аналогій, неспівпадінь та недоречностей епізоду.
Лорі Ольстер з «TrekMovie.com» зазначено: «„Зоряний шлях: Пікар“ показав якісний фінал сезону з поєднанням екшну, моментів сюжетних ліній персонажів і невеликої кількості фансервісу, доданого для хорошого смаку. Основна тема серіалу, зосереджена навколо розвитку постаті Пікара, здавалася добре опрацьованою та гарно пов'язаною, хоча деякі з інших сезонних ліній вийшли без повністю задовольняючого пояснення. Чудові виступи Елісон Пілл, Айзи Бріонес і, звісно, сера Патріка Стюарта, принесли радість в історії з деякими темами (і сюжетними арками) треккерам. Якщо дивитися в цілому, фінал із двох частин виглядає дещо переплутаним, ніби його було б краще перемонтувати як один великий епізод. Хоча не всі вільні кінці були зв'язані, висячі нитки розповіді все ще існували, щоб обслуговувати основну історію, яка здавалася добре вирішеною. У тому, що має значення, задовільний фінал.»
«IGN»: «Перший сезон „Пікара“ закінчується так само, як і почався, емоційною, хоча й неорганізованою історією, яка залишає багато запитань без відповіді, навіть коли вона вражає нас саме там, де це важливо. Але якщо в перших епізодах сезону ми хвилювалися за Пікара похилого віку, то тут все об'єднується через смерть улюбленого персонажа. Так, лейтенант-командор Дейта мертвий, хлопці.»
На сайті «IMDb» станом на вересень 2023 року епізод отримав 7.6 з 10 зірок схвалення при 4800 голосах.

## Знімались
| Актор            | Роль                  |
| ---------------- | --------------------- |
| Патрік Стюарт    | Жан-Люк Пікар         |
| Елісон Пілл      | Агнес Джураті         |
| Іза Бріонес      | Соджі                 |
| Еван Евагора     | Елнор                 |
| Мішель Герд      | Раффі Музікер         |
| Сантьяго Кабрера | Крістобаль Ріос       |
| Гаррі Тредевей   | Нарек                 |
| Джонатан Фрейкс  | Вілл Райкер           |
| Джері Раян       | Сьома-з-Дев'яти       |
| Брент Спайнер    | Дейта                 |
| Пейтон Ліст      | Нарісса               |
| Темлін Томіта    | Коммодор О            |
| Кей Бесс         | комп'ютер "Ла-Серени" |
| Браян Дерозан    | ромуланський офіцер   |
| Метт Перфетуо    | Ран                   |
| Майк Перфетуо    | Кодекс                |
| Джейд Ремсі      | Аркана                |
| Нікіта Ремсі     | Сага                  |